# Affeln

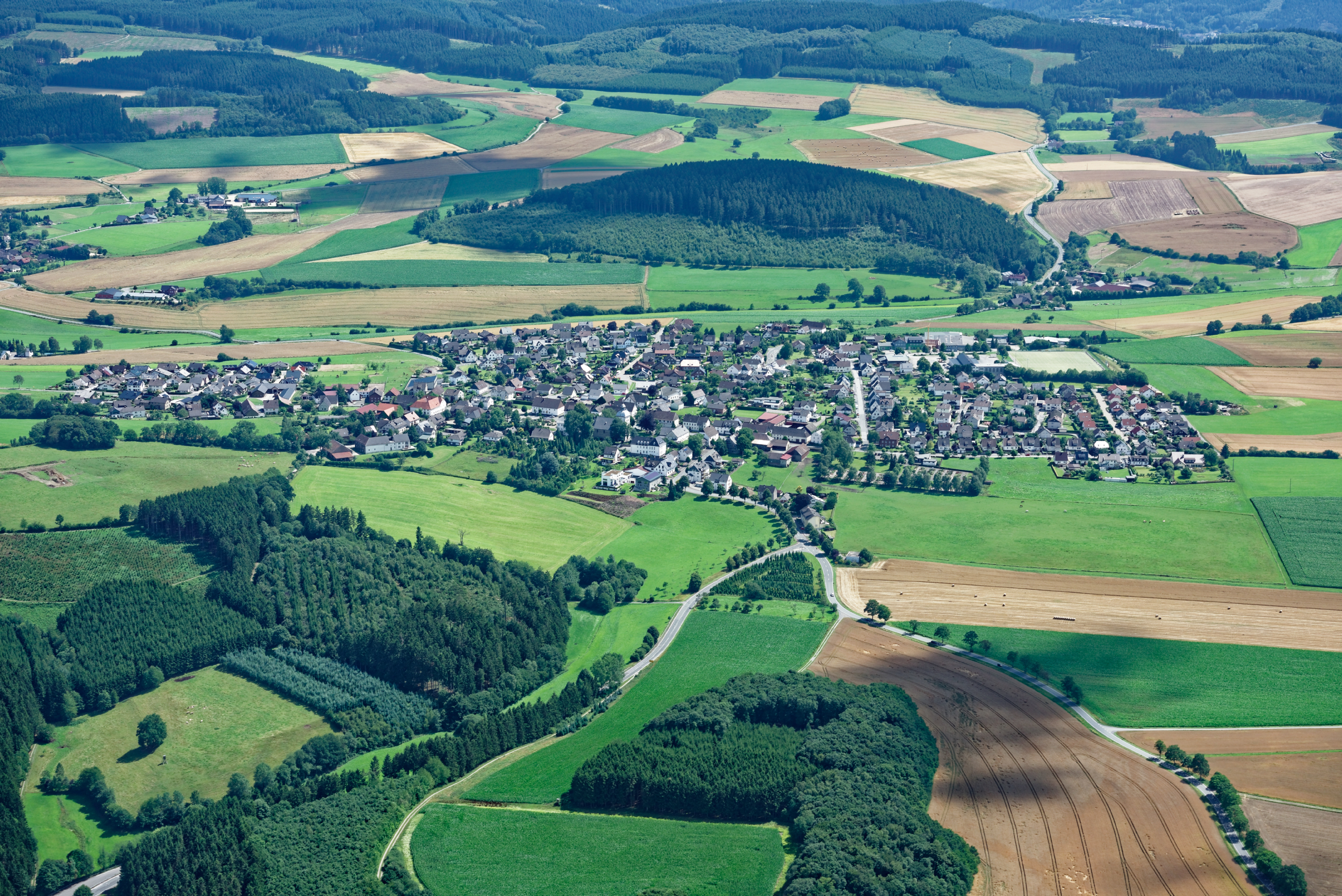
Luftbild von Affeln

Affeln ist ein Ort im Nordwesten des Sauerlandes, dessen Entstehung bis ins 12. Jahrhundert zurückreicht. 1492 zur Freiheit erhoben, verlor es die damit verbundenen Privilegien im 19. Jahrhundert und wurde 1975 nach Neuenrade eingemeindet. Affeln liegt etwa 20 Kilometer südwestlich von Arnsberg. Zum 30. Juni 2024 hatte Affeln 1110 Einwohner.

## Geschichte
Im Jahr 1187 wird ein  Volmarus de Aflen  urkundlich erwähnt. 1492 wurde das Dorf vom Kölner Erzbischof Hermann IV. zur Freiheit erhoben. Anfang des 19. Jahrhunderts verlor Affeln die Bezeichnung Freiheit. Ab dem 6. Oktober 1966 durfte es den Zusatz „Freiheit“ wieder führen. Am 1. Januar 1975 wurde Affeln nach Neuenrade eingemeindet.

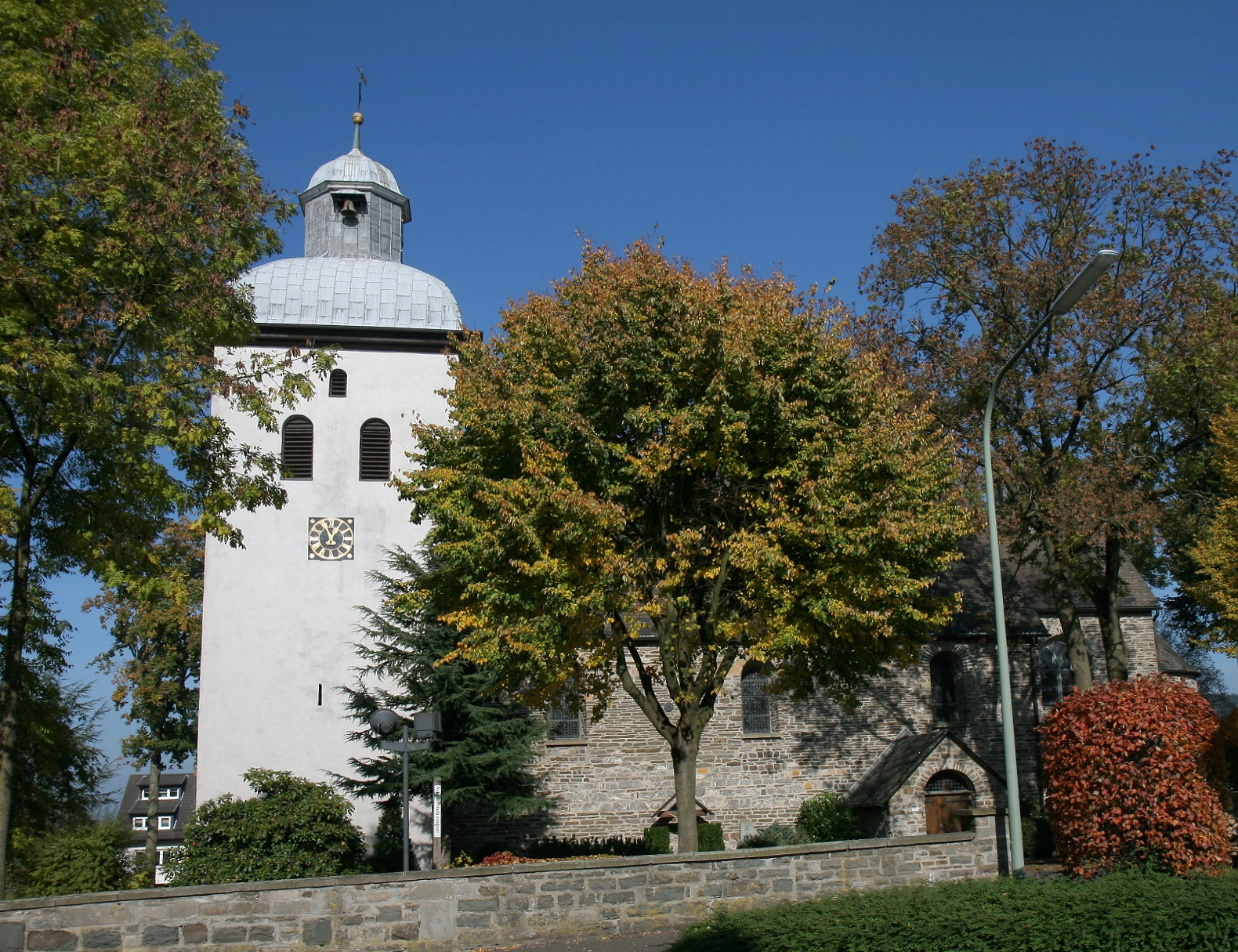
Die katholische Pfarrkirche St. Lambertus ist eine in der Mitte des 13. Jahrhunderts erbaute spätromanische Hallenkirche.

Die Pfarrei Affeln gehörte zu den alten Pfarreien des ehemaligen Dekanates Attendorn. 1319 wird sie erstmals erwähnt. Das Patronatsrecht war verbunden mit einem adligen Sitz in Affeln, der im 17. Jahrhundert der Familie von Hatzfeld gehörte. Die Investitur des Pfarrers erfolgte durch den Kölner Dompropst. Zur Pfarrei gehören Affeln, Altenaffeln, Blintrop, Kesberg, Küntrop und Freientrop.
Um 1615 wurden die beiden Brüder Georg und Johann Brune, Pastor beziehungsweise Bürgermeister von Affeln, der Zauberei bezichtigt. 1634 wurde der Ort im Dreißigjährigen Krieg von lüneburgischen Truppen geplündert.
Von der kurkölnischen Zeit bis zu seiner Auflösung im Jahr 1975 gehörte Affeln zum Amt Balve. 1801 hatte der Ort 38 Häuser. 1802 kam Affeln mit dem Herzogtum Westfalen zu Hessen-Darmstadt und 1816 zu Preußen. 1811 hatte die Freiheit 388 Einwohner. 1814 brannte der Ort fast vollständig bis auf die Kirche und das Pfarrhaus ab. 1817 wurde er dem neu gegründeten Kreis Arnsberg zugeordnet. Im Jahr 1961 wohnten hier auf einer Fläche von 11,41 km² 760 Einwohner.
Der Namensursprung Affelns ist höchstwahrscheinlich den Worten „auf der Lenne“ zurückzuschreiben. Diese Wortwahl drückt ganz klar aus, dass der Ort Affeln gegenüber der Lenne deutlich höher gelegen ist. Dies spielt geradewegs darauf an, dass man sagt, dass die Lenne das Sauerland von dem Hochsauerland trennt, so dass Affeln auf Seiten des Hochsauerlands liegt. Aus dem plattdeutschen „Affelenn“, was so viel heißt wie „auf der Lenne“, wurde später „Affeln“. Ein anderer Namensursprung besagt, dass der Name Affeln von „Apfel“ oder vom „Apfelbaum“ herzuleiten sei. Jedoch ist der genaue Namensursprung bis heute unklar.

## Politik

### Wappen
| Wappen der ehemaligen Gemeinde Affeln | Blasonierung: In Silber über erhöhtem, mit einem durchgehenden silbernen Kreuz belegten roten Schildfuß wachsend ein Bischof mit rotem Mantel, goldenem Pallium und rot-silberner Mitra, nach außen gekrümmtem goldenen Stab in der Rechten und aufgeschlagenem goldenen Buch in der Linken. Beschreibung Das älteste bekannte Siegel stammt aus dem Jahr 1538. Es zeigt den Kreuzschild des Erzstiftes Köln, hinter dem der Heilige Lambertus, der Kirchenpatron des Ortes, steht. Die Arnsberger Wappensammlung von 1700 zeigt den Schild des Siegels mit silbernem Kreuz in rotem Schild. Die amtliche Genehmigung erfolgte am 20. März 1967. |

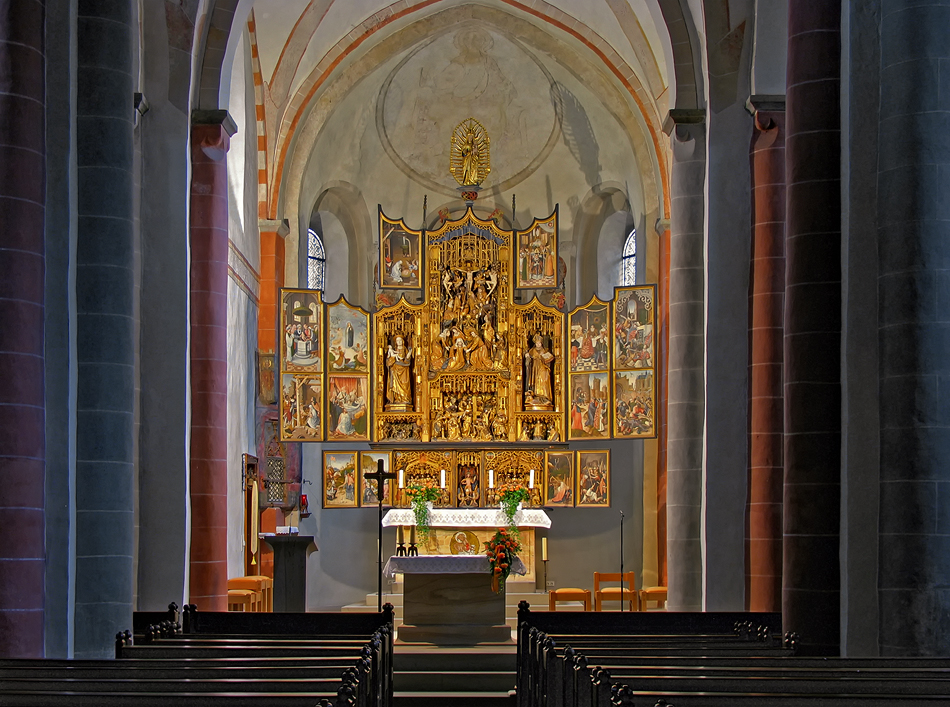
St. Lambertuskirche, Flandrischer Altar

## Sehenswürdigkeiten
Die Romanische Hallenkirche St. Lambertus wurde im 13. Jahrhundert erbaut. Das Gemäuer besteht aus heimischen Bruchsteinen. In der Außenarchitektur ist die Welsche Haube charakteristisch. Besonders sehenswert ist der Klapp-Altar, das so genannte Antwerpener Retabel. Er stammt aus der Zeit zwischen 1500 und 1530 und zählt zu den berühmtesten flandrischen Schnitzaltären der Spätgotik.
- Kreuzweg am Imberg im Ortsteil Affeln
- Dorfplatz Affeln (am Maibaum)
- Hof der Familie Cremer-Schulte

## Kultur

### Musikverein Affeln e.V.

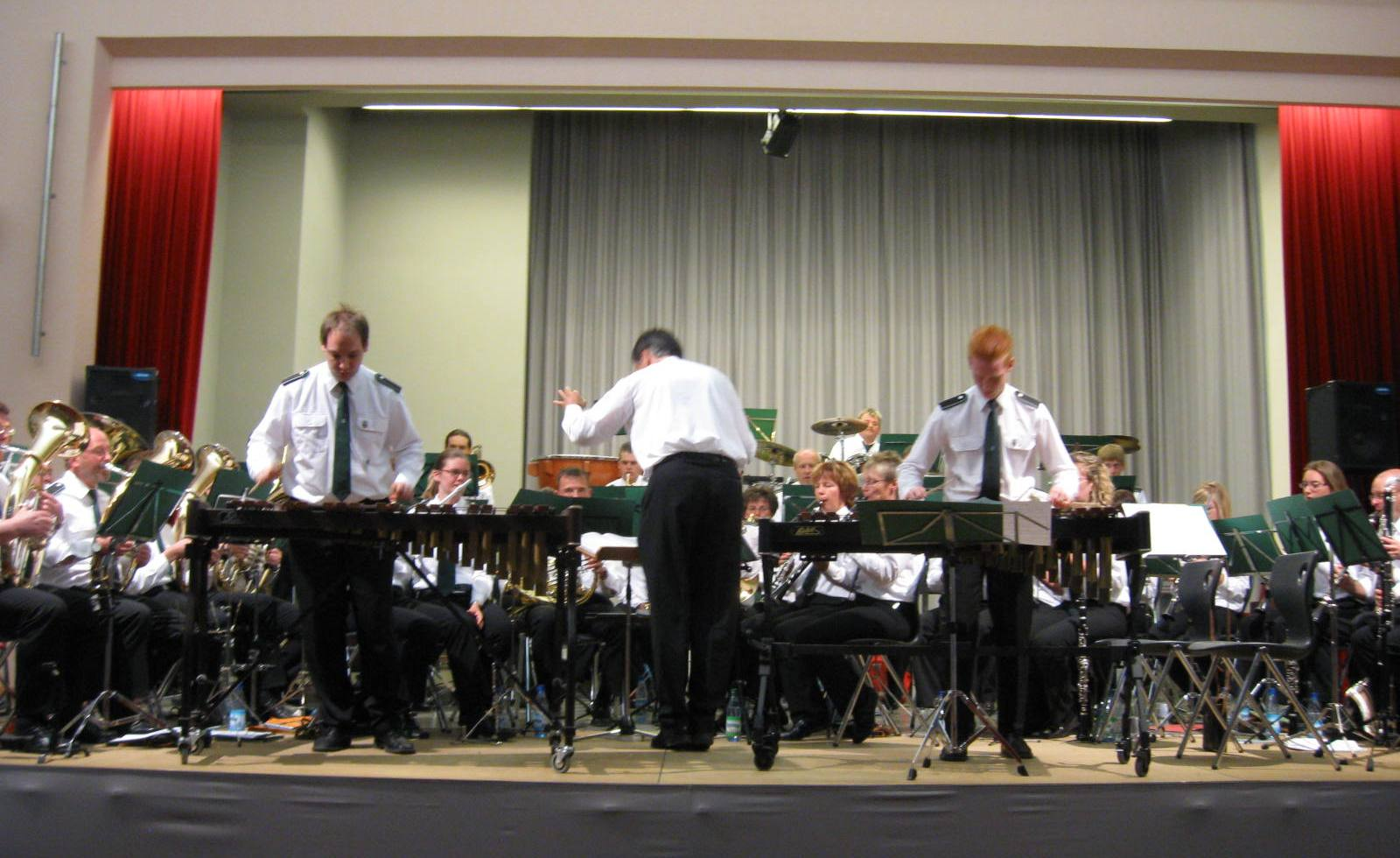
Musikverein-Affeln-2009

Seit 1904 gibt es den Musikverein Affeln e. V. Er ist aus dem Kriegerverein Affeln entstanden. Zunächst eine Musikabteilung des Kriegervereins entwickelte sich die Musikkapelle zu einem immer eigenständigeren Verein. Als schließlich im Jahre 1934 das gesamte Vermögen des Kriegervereins durch Bestimmungen der Nationalsozialisten eingezogen werden sollte, ging durch geschickte Vorverhandlungen das gesamte Inventar in den nunmehrigen Musikverein Affeln über. Im Jahre 1968 erkannte der Musikverein Affeln als einer der ersten in der gesamten Region die Notwendigkeit von aktiver Jugendarbeit. Nach einem Aufruf konnte so das erste Jugendorchester weit und breit mit 27 Jugendlichen gegründet werden. Der steten Nachwuchsarbeit verdankt der Musikverein seine heutige Stärke. Mit über 100 aktiven Musikern, verteilt in mehreren Orchestern und über 150 weiteren Fördermitgliedern ist er ein regional bekannter Kulturträger.

## Sport
In Affeln ist der SV Affeln 28 aktiv. Gegründet wurde er 1928 unter dem Namen DJK Affeln als Fußballverein. Später bildete sich auch eine Leichtathletikabteilung. Nach der Machtergreifung der Nationalsozialisten im Jahr 1933 wurde der Verein verboten und das gesamte Vermögen des Vereins beschlagnahmt. Nach dem Zweiten Weltkrieg traten die Fußballer des Vereins wieder unter dem Namen SV Affeln in der Kreisliga Iserlohn an. 1964 bildete sich erneut eine Leichtathletikabteilung, die aber nur zwei Jahre Bestand hatte. In den 1980er-Jahren dominierten andere Sportarten wie Tischtennis oder Turnen. Die drei Abteilungen Fußball, Turnen und Tischtennis haben heute insgesamt rd. 500 Mitglieder.